# Климат Исландии
Климат Исландии — холодный морской (классификация Cfc), по Алисову также квалифицируется как морской субарктический.
Однако климатические условия смягчены Северо-Атлантическим течением, проходящим вдоль южного и западного берегов острова.
На погоду оказывают влияние воздушные массы из Арктики и океанические воды из тропиков и субтропиков. Также влияние на климат Исландии оказывает арктический дрейфующий лёд, часто скапливающийся у северных и восточных берегов острова зимой и ранней весной, приносящий понижение температуры и уменьшение осадков.
Погода круглый год ветреная, переменчивая, часты морось и несильные дожди, зимой и весной часто выпадает снег. Грозы и сильные ливни редки. Ежегодное количество атмосферных осадков — от около 500 мм в Акюрейри до более чем 1500 мм на островах Вестманнаэйяр. Скорость ветра в Исландии в среднем 18-20 м/с, в шторм может превышать 50 м/с.
Зима в Исландии для 60-х северных широт мягкая, средняя температура около 0°С. Летом средняя температура около +10 °C. В горных внутренних районах в любое время года значительно холоднее.
Из-за близости к полярному кругу летние ночи и зимние дни на острове очень коротки. На всей территории Исландии летом бывают белые ночи, а из-за рефракции земной атмосферы в некоторых крайних северных поселениях страны (Дальвик, Хусавик и пр.), лежащих южнее полярного круга, наблюдается полярный день. Полярных ночей в Исландии не бывает .
| Показатель                                     | Янв.  | Фев.  | Март  | Апр.  | Май  | Июнь | Июль | Авг. | Сен. | Окт.  | Нояб. | Дек.  | Год   |
| ---------------------------------------------- | ----- | ----- | ----- | ----- | ---- | ---- | ---- | ---- | ---- | ----- | ----- | ----- | ----- |
| Абсолютный максимум, °C                        | 11,6  | 10,2  | 13,0  | 14,7  | 20,6 | 22,4 | 25,7 | 24,8 | 20,1 | 16,6  | 13,3  | 12,0  | 25,7  |
| Средний суточный максимум, °C                  | 2,5   | 2,8   | 3,4   | 6,1   | 9,7  | 12,4 | 14,2 | 13,6 | 10,9 | 7     | 4,2   | 3,1   | 7,5   |
| Средняя температура, °C                        | 0,0   | 0,1   | 0,6   | 3,0   | 6,6  | 9,5  | 11,2 | 10,7 | 8,0  | 4,4   | 1,9   | 0,6   | 4,7   |
| Средний суточный минимум, °C                   | −2,4  | −2,4  | −1,9  | 0,5   | 3,8  | 7    | 8,8  | 8,4  | 5,7  | 2,2   | −0,5  | −1,8  | 2,3   |
| Абсолютный минимум, °C                         | −19,7 | −19,4 | −16,4 | −16,4 | −7,7 | −0,7 | 1,4  | −0,4 | −4,4 | −10,6 | −15   | −16,8 | −19,7 |
| Норма осадков, мм                              | 84    | 86    | 81    | 60    | 53   | 45   | 51   | 67   | 73   | 74    | 80    | 94    | 848   |
| Температура воды, °C                           | 4     | 3     | 3     | 3     | 4    | 6    | 8    | 8    | 7    | 5     | 5     | 4     | 5     |
| Источник: Погода и Климат, World Climate Guide |       |       |       |       |      |      |      |      |      |       |       |       |       |